# Tongolele
Yolanda Yvonne Montes Farrington (Spokane, Washington, 3 de enero de 1932-Puebla, 16 de febrero de 2025), conocida como Tongolele, fue una bailarina exótica, actriz y vedette mexicoestadounidense.

## Biografía y carrera

### Primeros años
Yolanda Yvonne Montes Farrington nació el 3 de enero de 1932 en Spokane, Washington, siendo hija del mexicano Elmer Sven Montez, y de la estadounidense Edna Pearl Farrington. Tenía ascendencia española y sueca por parte de padre, e inglesa y tahitiana por parte de madre. Desde niña descubrió su gusto por la danza, lo que en su adolescencia la llevó a trabajar como bailarina exótica en el Ballet Internacional de San Francisco, California y en teatros, siendo parte de una revista tahitiana.

### Emigración a México
En 1947, contando con 15 años de edad, emigró a México y se asentó en la Ciudad de México, donde prosiguió con su carrera como bailarina luego de ser contratada por el empresario Américo Mancini, quien le ayudó a debutar con el nombre artístico de Tongolele en el cabaret Tívoli.
Rápidamente se posicionó como una de las artistas favoritas en los centros nocturnos de la ciudad, y su trayectoria como bailarina exótica en la República ayudó a impulsar el nacimiento de las «Exóticas», un grupo de vedettes que tuvieron renombre entre los años cuarenta y cincuenta. Esto último la llevó a ser nombrada como «la Reina de las Danzas Tahitianas», debido a la gran popularidad que cosechó entre el público de mexicano, atrayendo sobre todo al sector masculino gracias a su belleza física, lo que le valió el ser considerada un símbolo sexual de su tiempo. También recibió el apodo de «la Diosa Pantera», esto por sus llamativos ojos azules y por un característico mechón blanco que llevó en su cabellera durante toda su carrera.

### Incursión actoral y vida
Ya que su fama se disparó con rapidez entre la comunidad mexicana, justo en 1947 fue abordada por productores de cine, los cuales la introdujeron al cine con las películas La mujer del otro, Nocturno de amor, y Han matado a Tongolele, las tres estrenadas en 1948 y pertenecientes a la Época de Oro del cine mexicano.

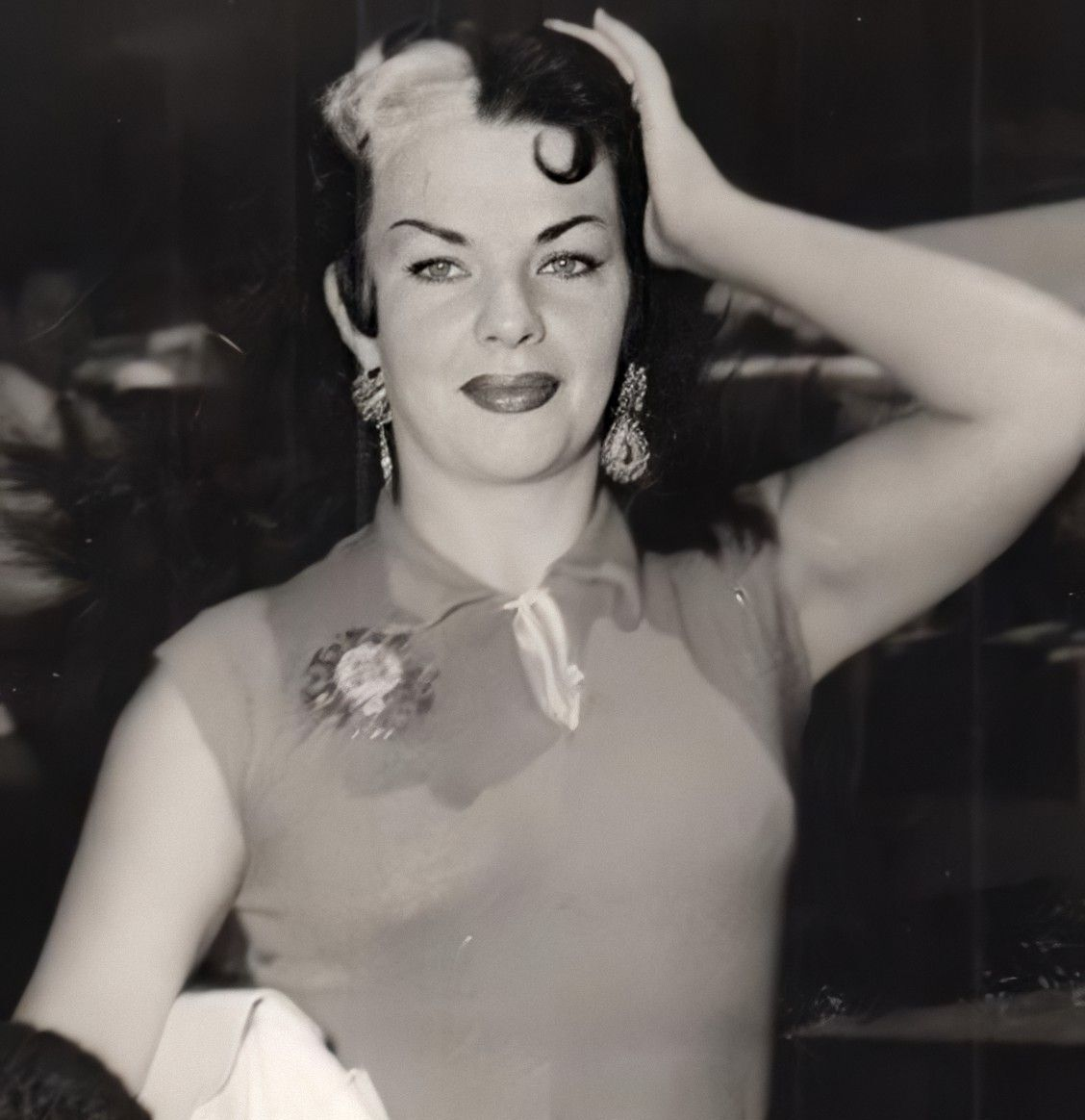
Tongolele en 1955.

Aunque en la mayoría de sus apariciones cinematográficas solo intervenía como estrella invitada realizando rutinas de baile, logró ser una de las pocas «artistas Exóticas» en tener una carrera cinematográfica considerable. Algunas de sus cintas incluyeron títulos como El rey del barrio (1949), Mátenme porque me muero (1951), Si...mi vida (1951), y Música de siempre (1956). En 1956, se casó con el cubano Joaquín González, con quien procreó dos hijos, los gemelos Ricardo y Rubén González Montes.
Después de hacer una pausa en su carrera, hizo su regreso al cine participando en el filme de terror, Las mujeres panteras (1967), junto con Ariadna Welter y Elizabeth Campbell. En 1971, se estrenó su coproducción mexicanoestadounidense, Snake People; en ella, Tongolele interpretó a Kalea, una bailarina con serpientes. Con el auge de la vida nocturna en Ciudad de México durante los años setenta, y la popularidad de las vedettes, Tongolele retomó su carrera en centros nocturnos y cine, además de aparecer en programas de televisión. 
En 1984, debutó en las telenovelas con una actuación especial en el melodrama, La pasión de Isabela. Luego de padecer una temporada con problemas cardiacos, su esposo Joaquín González falleció el 22 de diciembre de 1996.
Entre 2001 y 2002, intervino en la telenovela Salomé.
De 2011 a 2013, participó en la obra musical Perfume de Gardenia. En 2012, volvió al cine con una breve aparición en la cinta El fantástico mundo de Juan Orol.

## Enfermedad y muerte
Desde 2010 comenzó a presentar síntomas de demencia senil, aunque no fue sino hasta 2016 cuando se dio a conocer públicamente, lo que la forzó a su retiro total de la vida pública en 2015. Tiempo después, se especificó que su enfermedad en realidad se trataba de alzheimer, y en 2021, se informó que su padecimiento ya había avanzado con rapidez, al punto de no reconocer a nadie, a excepción de sus hijos y sus cuidadores. Como una terapia para ralentizar los efectos del alzheimer, comenzó a practicar sus antiguas rutinas de danza tahitiana en su propio estudio de danza, ubicado dentro de una mansión de su propiedad, en el estado de Puebla.
El 16 de febrero de 2025, Tongolele falleció en Puebla, a causa de su enfermedad. Al momento de su fallecimiento, era una de las últimas estrellas supervivientes de la Época de Oro del cine mexicano.[cita requerida]

## Filmografía

### Cine
| Año  | Título                           | Papel                     | Notas                                      |
| ---- | -------------------------------- | ------------------------- | ------------------------------------------ |
| 1948 | La mujer del otro                | Personaje desconocido     | Acreditada como Yolanda Montes «Tongolele» |
| 1948 | Nocturno de amor                 | Bailarina exótica         | Acreditada como Yolanda Montes «Tongolele» |
| 1948 | Han matado a Tongolele           | Ella misma, Tongolele     | Acreditada como Yolanda Móntez «Tongolele» |
| 1952 | El rey del barrio                | Ella misma, Tongolele     |                                            |
| 1952 | El amor no es ciego              | Bailarina                 |                                            |
| 1951 | Mátenme porque me muero          | Satanela                  |                                            |
| 1952 | Chucho el remendado              | Bailarina                 | Acreditada como Yolanda Montes             |
| 1953 | Amor de locura                   | Aldara, bailarina exótica | Acreditada como Yolanda Montes «Tongolele» |
| 1953 | Había una vez un marido          | Tongolele                 |                                            |
| 1953 | Ahí vienen los gorrones          | Bailarina                 | Acreditada como Yolanda Montes             |
| 1953 | El mensaje de la muerte          | Bailarina                 | Acreditada como Yolanda Montes «Tongolele» |
| 1953 | Sí, mi vida                      | Bailarina exótica         | No acreditada                              |
| 1953 | El misterio del carro express    | Bailarina                 | Acreditada como Yolanda Montes             |
| 1954 | Detective                        | Personaje desconocido     | Acreditada como Tongolele                  |
| 1956 | Pensión de artistas              | Ella misma, Tongolele     |                                            |
| 1958 | Música de siempre                | Ella misma, Tongolele     | Acreditada como Yolanda Montes             |
| 1966 | Amor a ritmo de go go            | Ella misma, Tongolele     | Acreditada como Yolanda Montes «Tongolele» |
| 1967 | La muerte es puntual             | Bailarina                 | Acreditada como Yolanda Montes «Tongolele» |
| 1967 | Las mujeres panteras             | Tongolele                 | Acreditada como Yolanda Montes «Tongolele» |
| 1969 | El crepúsculo de un dios         | Personaje desconocido     | Acreditada como Yolanda Montes             |
| 1971 | Snake People                     | Kalea                     | Producción mexicanoestadounidense          |
| 1981 | Las noches del Blanquita         | Ella misma, Tongolele     |                                            |
| 1982 | Las fabulosas del Reventón       | Personaje desconocido     | Acreditada como Yolanda Montes «Tongolele» |
| 1983 | Las fabulosas del Reventón 2     | Personaje desconocido     | Acreditada como Yolanda Montes «Tongolele» |
| 1983 | Teatro Follies                   | Personaje desconocido     | Acreditada como Yolanda Montes             |
| 2012 | El fantástico mundo de Juan Orol | Ella misma, Tongolele     | Acreditada como Yolanda Montes             |

### Televisión
| Año     | Título               | Papel                      | Notas                          |
| ------- | -------------------- | -------------------------- | ------------------------------ |
| 1984    | La pasión de Isabela | Personaje desconocido      | Acreditada como Yolanda Montes |
| 2001-02 | Salomé               | Yolanda / Yolanda Carranza |                                |

## Premios
- Lunas del Auditorio a «Una vida en el escenario» (2010)[21]